# هوارد دبليو. فرينش
هوارد دبليو. فرينش (بالإنجليزية: Howard W. French)‏ هو صحفي ومصور أمريكي، ولد في 14 أكتوبر 1957 في واشنطن العاصمة في الولايات المتحدة.